# سردر قورخانه تهران
سر در قورخانه تهران بنایی مربوط به دوره قاجار است و در تهران، خیابان امام خمینی، ابتدای خیابان خیام واقع شده‌است. این اثر در تاریخ ۱۱ مرداد ۱۳۷۶ با شمارهٔ ثبت ۱۹۱۲ به‌عنوان یکی از آثار ملی ایران به ثبت رسیده است.

## پیشینه
قورخانه تهران یا به گونه کوتاه شده قورخانه یا تخشائی، به ساختمانی بزرگ در محدوده طهران قدیم گفته می‌شد که محل ساختن جنگ‌افزار و مهمات و ساز و برگ نظامی و جنگی بود. این ساختمان بزرگ در خیابان جلیل‌آباد (خیابان خیام امروزی) واقع بود و در عصر قاجار، افزون بر تهیه سلاح و مهمات جنگی، تولید وسایل آتش‌بازی جهت نمایش شب‌های اعیاد و جشن‌های مذهبی و ملی را نیز بر عهده داشت.

### نامگذاری
قورخانه یک واژه زبان‌های ترکی و در واژه به معنای زرادخانه یا کارخانه اسلحه سازی می‌باشد. محل قورخانه در زمان ناصرالدین شاه قاجار در بخش دارالخلافه ناصری قرار گرفته بود و یکی از وزارتخانه‌های عصر قاجار محسوب می‌شد که دارای وزیری مستقل با عنوان وزیر قورخانه مبارکه بود. از جمله شاخص‌ترین افرادی که وزارت قورخانه مبارکه را برعهده داشته‌اند، آقا رضا خان اقبال‌السلطنه است.

### کاربردها
ناصر نجمی در کتاب دارالخلافه ناصری دربارهٔ کاربرد قورخانه در عصر ناصرالدین شاه قاجار می‌نویسد:
گرچه کار و وظیفه اصلی قورخانه، ساختن اسلحه و مهمات و ساز و برگ جنگی بود، امّا کمتر اثری از ساخت آنها به چشم می‌خورد و تنها فعالیتش بیشتر، تهیه وسایل آتشبازی بود که این وسایل جهت نمایش شب‌های اعیاد و جشن‌های مذهبی و ملی و امثال آن، به کار می‌آمدند. از جمله این قبیل موارد که در قورخانه تولید می‌شد، تابلوهایی از پرچم و مشابه آن بود، که از لوله‌های باروت درست می‌شد. همچنین فشفشه و ترقه و خمپاره که در آن زمان بدان قمباره می‌گفتند، و نیز کوزه و پاچه خیزک، از دیگر تولیدات قورخانه بود. گفته می‌شد که تولید این قبیل وسایل تفریح و آتشبازی، وقت کارکنان قورخانه را بی جهت اشغال می‌کرد و آنان را از وظایف اصلی خود که ساخت سلاح و مهمات برای نیروی نظامی ایران بود، بازمی‌داشت.
افزون بر این بنظر می‌رسد که از قورخانه، استفاده‌های دیگری نیز در عصر ناصری به عمل می‌آمده‌است. از جمله مجسمه معروف ناصرالدین شاه واقع در باغشاه (تهران) تهران، که وی را سوار بر اسب قوی هیکل و تنومندی که یک دستش از زمین بلند شده بود نشان می‌داد، در همین محل ریخته شده‌است.

### قورخانه در دوره‌های پس از قاجار
گرچه با تدبیر سران دول مشروطه، در سال‌های بعد از ۱۳۰۰ خورشیدی قورخانه به صورت مرتب و منظم و گسترده‌ای درآمده بود، اما رفته رفته و با به قدرت رسیدن رضاشاه پهلوی، و توجه ویژهٔ او به امور مربوط به ارتش و نظام، قورخانه تهران رفته رفته ارزش و اهمیت خود را از دست داد و جای خود را به کارخانه‌های متعدد فشنگسازی، مهمات‌سازی، تفنگ‌سازی و مسلسل‌سازی ارتش در تهران و سایر نقاط ایران داد.
این روند در عصر پهلوی دوم نیز با شتاب بیشتری ادامه یافت و در نهایت قورخانه تهران به ساختمان مخروبه‌ای تبدیل شد. تنها دروازه بزرگ آهنین آن در خیابان خیام (جلیل‌آباد) و همچنین بنای دو طبقه‌ای از آن بر جای ماند.
پس از انتقال دستگاه‌ها و ماشین‌آلات موجود در قورخانه به منطقه پارک ملی سرخه‌حصار، زمین و عمارت قورخانه تهران هم در اختیار شهرداری تهران قرار گرفت. در طی سالیان، قورخانه تهران و ساختمان‌های برجای‌مانده از آن، و همین‌طور سردر و در فلزی مربوط بدان، رفته رفته و با گذشت زمان ارزش تاریخی و فرهنگی یافته بود. اما این بنا، پس از انقلاب اسلامی به علت بی‌توجهی مسئولان میراث فرهنگی و فرسودگی ناشی از گذر زمان، به شدت فرسوده شده بود. تا اینکه در سال ۱۳۷۶ خورشیدی، سردر قاجاری قورخانه نظامی تهران و سردر فلزی و تاریخی قورخانه، با شماره ۱۹۱۲ در فهرست آثار ملی کشور به ثبت رسید و در سال ۱۳۸۳ خورشیدی، مقرر شد که این بنا، پس از انجام عملیات مرمتی به یکی از خروجی‌های متروی تهران تبدیل شود.
بدین ترتیب، بخش بزرگی از بنای قورخانه بزرگ تهران قدیم، پس از پایان عملیات بازسازی، با نظارت میراث فرهنگی استان تهران و با همکاری شرکت مترو، سامان‌دهی گردید و این مکان به دروازه ورودی ایستگاه‌های مترو میدان توپخانه (میدان امام خمینی امروزی) تبدیل گردید.
در این عملیات، ضمن توجه به ارزش‌های تاریخی دروازه فلزی قورخانه قدیمی تهران تلاش شد تا مرمت و احیای این دروازه، بر اساس مستندات تاریخی و با رعایت الگوهای معماری سنتی آن انجام شود و هویت و اصالت تاریخی آن همچنان محفوظ بماند.

## نشانی
محل این ساختمان در جنوب موزه پست و تلگراف و روبروی چاپخانه اطلاعات، کمی بالاتر از پارک شهر قرار گرفته بود.

## نگارخانه

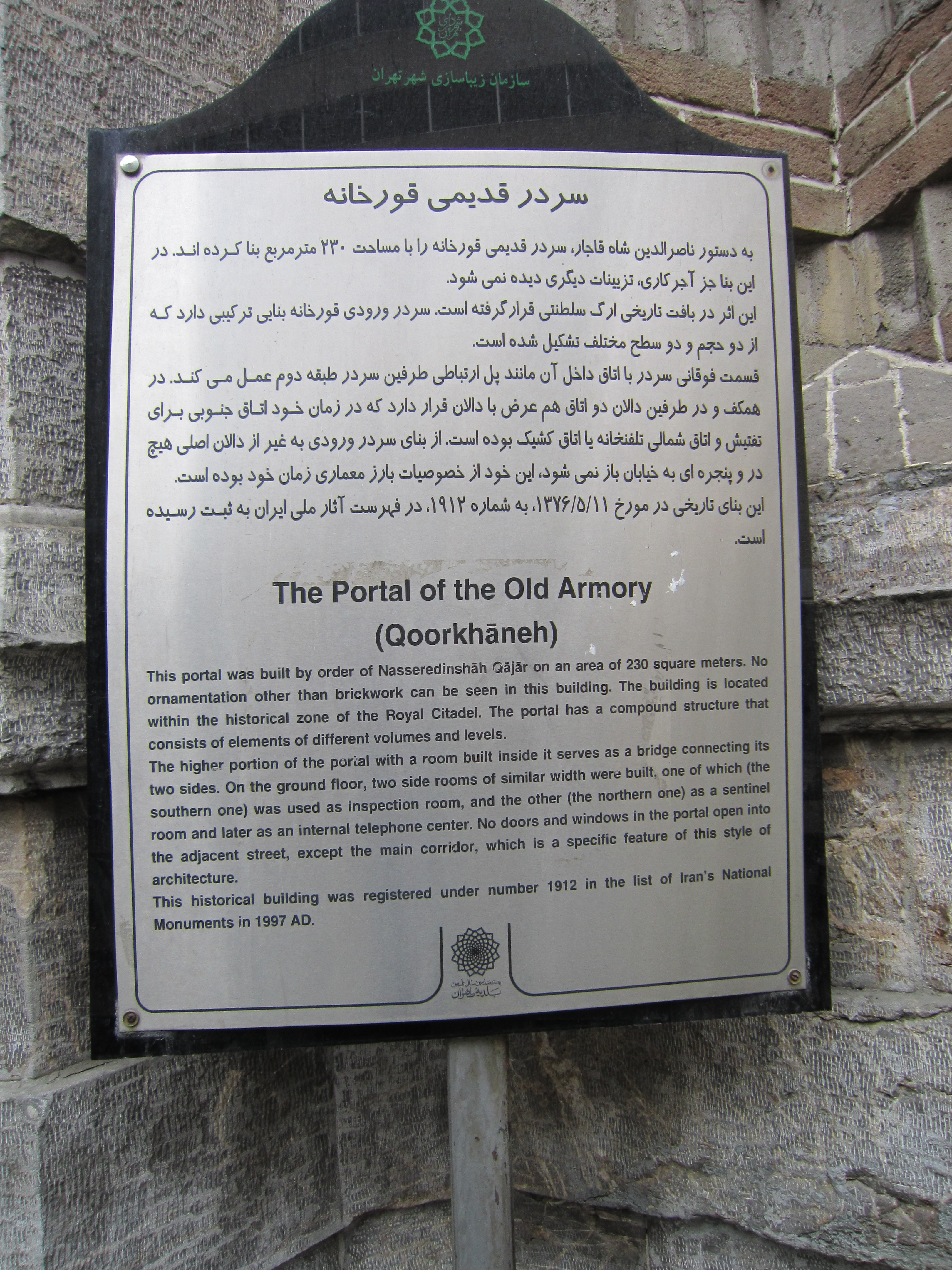
تابلو یادبود سر در قورخانه